# کارندوف
کارندوف (به انگلیسی: Carnduff) یک منطقهٔ مسکونی در کانادا است که در ساسکاچوان واقع شده‌است. کارندوف ۲٫۲۶ کیلومتر مربع مساحت و ۱٬۱۲۶ نفر جمعیت دارد.